# Dmitri Lavrishchev
Dmitri Sergeyevich Lavrishchev (tiếng Nga: Дмитрий Сергеевич Лаврищев; sinh ngày 23 tháng 12 năm 1998) là một cầu thủ bóng đá người Nga thi đấu cho F.K. Rotor-2 Volgograd.

## Sự nghiệp câu lạc bộ
Anh có màn ra mắt tại Giải bóng đá chuyên nghiệp quốc gia Nga cho F.K. Rotor-2 Volgograd vào ngày 6 tháng 4 năm 2018 trong trận đấu với F.K. Dynamo Bryansk.